# Wyoming, Quận Iowa, Wisconsin
Wyoming là một thị trấn thuộc quận Iowa, tiểu bang Wisconsin, Hoa Kỳ. Năm 2010, dân số của thị trấn này là 295 người.